# Allerona
Allerona település Olaszországban, Terni megyében. Lakosainak száma 1688 fő (2023. január 1.). Allerona Acquapendente, Castel Viscardo, Città della Pieve, Fabro, Ficulle, Orvieto és San Casciano dei Bagni községekkel határos.

## Népesség
A település népességének változása:
| Lakosok száma | 1765 | 1769 | 1688 |
|               | 2017 | 2018 | 2023 |